# 27-я отдельная гвардейская мотострелковая бригада
27-я отдельная гвардейская мотострелковая Севастопольская Краснознамённая бригада имени 60-летия образования СССР (сокр. 27 омсбр, в/ч 61899) — тактическое соединение Сухопутных войск Российской Федерации.
Соединение находится в составе 1-й гвардейской танковой армии Московского военного округа. Пункт постоянной дислокации в пос. Мосрентген, Новомосковского административного округа Москвы.

## История
535-й стрелковый территориальный полк был сформирован в городе Чугуеве Харьковской области УССР Приказом командующего войсками Харьковского военного округа № 086 от 2 сентября 1940 года.
Полк формировали: командир полка (майор Капленко Яков Моисеевич), комиссар полка (батальонный комиссар Балан Григорий Федосеевич), начальник штаба (капитан Кипиани Шалва Иванович).
С 20 сентября 1940 года 127-я стрелковая дивизия участвовала в показных тактических учениях, где за высокую выучку удостоилась похвалы Наркома обороны СССР. Особенно отличились курсанты полковой школы и артиллеристы 535-го стрелкового полка.
18 мая 1941 года полк получил приказ выйти в Ржищевские лагеря вблизи станции Борисполь Киевской области, где и приступил к боевой и политической подготовке.
С 8 августа 1941 года по 14 сентября 1941 года полк в составе 127-й стрелковой дивизии участвовал в боях под Ельней.
В соответствии с Постановлением Президиума Верховного Совета СССР приказом Ставки ВГК № 308 от 18 сентября 1941 года за боевые подвиги, за организованность, дисциплину и примерный порядок полк в составе 2-й гвардейской стрелковой дивизии получил почётное звание «гвардейский».
28 мая 1943 года 535-й гвардейский стрелковый полк был переименован в 6-й гвардейский стрелковый полк .
Приказом Верховного Главнокомандующего от 10 мая 1944 года № 111 за штурм Сапун-горы и освобождение Севастополя полку присвоено почётное наименование «Севастопольский».
Войска 1-го Прибалтийского фронта в результате стремительного удара танковых соединений и пехоты 27 июля 1944 года овладели городом Шяуляй (Шавли) — крупным узлом коммуникаций, связывающих Прибалтику с Восточной Пруссией. В ознаменование одержанной победы 6-й гвардейский стрелковый Севастопольский полк, как один из наиболее отличившихся в боях за овладение городом Шяуляй, согласно Приказу Верховного Главнокомандующего от 27 июля 1944 года за № 155 был представлен к награждению орденом. Указом Президиума Верховного Совета СССР от 12 августа 1944 года 6-й гвардейский стрелковый Севастопольский полк награждён орденом Красного Знамени.
«Памятник 1200 гвардейцам» стал первым мемориалом, сооружённым во славу павших и в честь Победы Красной Армии и советского народа в Великой Отечественной войне. Здесь покоятся и войны 6-го гвардейского стрелкового Севастопольского Краснознамённого полка, павшие при штурме Кёнигсберга. Памятник открыт 30 сентября 1945 года. В 1946 года были установлены скульптурные группы «Штурм» и «Победа», изображающие воинов Красной Армии. 9 мая 1960 года перед памятником зажжён «Вечный огонь».
Близость дислокации 6-го гвардейского стрелкового Севастопольского Краснознамённого полка к столице определило непременное его участие в различных государственных мероприятиях, в том числе и ритуальных. Отдание последних воинских почестей маршалам и руководителям СССР целиком легло на плечи полка. Знаковыми стали похороны таких государственных деятелей, как М. И. Калинин, чьё имя впоследствии было присвоено Таманской дивизии и А. А. Жданов. 3—6 июня 1946 года личный состав полка нёс патрульную и охранную службу по обеспечению общественного порядка на улицах и переулках, прилегающих к Дому Советов, а 6 июня 1946 года на полковом орудийном лафете гроб с телом М. И. Калинина был перевезён на Красную площадь и захоронен у Кремлёвской стены. 31 августа 1948 года гроб с телом А. А. Жданова в Москву доставил траурный поезд. Далее личный состав полка в течение трёх суток обеспечивал общественный порядок в столице и церемонию по захоронению видного государственного деятеля у Кремлёвской стены.
С 1946 по 1953 годы военнослужащие 6 гвардейского Севастопольского Краснознамённого стрелкового полка принимали участие в сплошном разминировании от взрывоопасных предметов сотен полей, дорог и просек в лесах на территории Московской, Калужской и Смоленской областей. Указом Президиума ВС СССР орденами и медалями были награждены сержанты и офицеры В. Котов, В. Семенов, А. Данилин, Ю. Степанов, Р. Плетнёв, В. Гудков, И. Кочаров, С. Акимов, Н. Сметаников и многие другие.
8 сентября 1946 года, в День танкиста, в соответствии с приказом Министра обороны, в Москве на Красной площади был проведён парад-марш, в котором участвовали механизированные колонны 4-й гвардейской танковой Кантемировской дивизии и 2-й гвардейской стрелковой Таманской дивизии. В составе последней в марше приняли участие танкисты 6-го гвардейского стрелкового Севастопольского Краснознамённого полка. По Красной площади прошли мотоциклы, танки Т-34 и ИС-3, мотопехота на грузовиках, зенитные пушки на ЗИС-5 и на Студебеккерах, БТРы, «Катюши», самоходные зенитки ЗСУ-37, самоходные артиллерийские установки СУ-152, СУ-76, СУ-100. Всего участвовало 600 единиц военной техники, которая была сосредоточена в районе Красной площади со старины улиц Горького, Манежной и площади Революции. Танковый марш непрерывным потоком шёл мимо мавзолея Ленина более трёх часов.
Летом 1947 года в режиме строгой секретности на стрельбище 6 гвардейского стрелкового Севастопольского Краснознамённого полка испытывались образцы нового стрелкового оружия, в том числе автомат Калашникова. Возглавлял испытания сам конструктор — старший сержант М. Калашников. Сразу после испытаний правительственная комиссия приняла решение рекомендовать серийное производство новых автомата и пулемёта Калашникова. В 1950—1951 годах полк одним из первых в стране получил на вооружение новые автоматы и пулеметы.
В 1947 году в составе Сухопутных войск появился новый род войск — мотострелковые и механизированные войска. Тогда же полк был переименован в 6-й гвардейский мотострелковый Севастопольский Краснознамённый полк. Первоначально в войска поступали американские БТРы и грузовики «Студебеккер». В течение первой половины 1947 года полк был полностью укомплектован колёсной, гусеничной техникой и вооружением. Начали создаваться автопарк, техническая и ремонтная базы, склады ГСМ. К лету Генеральным штабом был разработан проект новых Боевого и Полевого уставов Сухопутных войск, более отвечающих послевоенному времени.
Правильность положений новых уставов проверялась в ходе тактического учения при участии 6-го гвардейского мотострелкового Севастопольского Краснознамённого полка на полигонах Гороховецких лагерей в Нижегородской области. А к началу 1950-х на вооружение в войска поступили уже отечественные бронетранспортёры.
Рано утром 5 марта 1953 года приказом командующего МВО полк был поднят по тревоге и в составе дивизии сосредоточился на улицах, прилегающих к Красной площади и Колонному залу Дома Союзов. Все дни, с 5 по 9 марта личный состав полка нёс патрульную и охранную службу по обеспечению общественного порядка.
9 марта 1953 года на Красной площади в Москве состоялись похороны И. В. Сталина. К 7 часам утра была выстроена охранная цепочка по маршруту движения похоронной процессии и по секторам Красной площади. В 8 часов завершилось построение войск на Красной площади общим количеством 4400 человек, оркестра по маршруту и почётного эскорта у Дома Союзов. Гроб с телом Сталина помогали нести присутствовавшие рядом офицеры. В 10 часов 23 минуты гроб был установлен на орудийный лафет, декорированный кумачом в обрамлении траурных лент. За гробом шёл почётный воинский эскорт. В 10 часов 45 минут гроб был снят с лафета и установлен на красный постамент перед Мавзолеем. В 12 часов над Кремлём был произведён артиллерийский салют. В 12 часов 10 минут перед Мавзолеем прошли войска, в небе строем пролетели самолёты.
26 июня 1953 года Генеральным штабом была поставлена задача обеспечить безопасность государственных органов власти и столицы Москвы от возможных внезапных нападений групп и частей войск, находившихся в подчинении Л. Берии. Дивизия была приведена в полную боевую готовность. Полк, погрузив один боекомплект, выдвинулся по Киевскому шоссе в направлении Москвы и в ночь 27 июня 1953 года в составе дивизии занял рубеж по левому берегу Москвы-реки от Ленинских гор до Новоспасского моста.. Была организована разведка в направлении Красной площади, наблюдение и связь для управления боем. Далее по приказу командующего МВО, было организованно патрулирование центра Москвы, охрана штаба МВО и гарнизонной гауптвахты в Алёшинских казармах. Только через неделю полк возвратился к месту постоянной дислокации.
С 1954 года в СССР началось освоение целинных земель. Почин своих товарищей поддержали и увольняемые в запас воины 75 гвардейского механизированного Севастопольского Краснознамённого полка. Они приняли участие в создании в Казахстане совхоза имени Таманской дивизии. В 50 км от ст. Булаево Северо-Казахской области, вокруг небольшого озера Узун-Куль раскинулись земли совхоза. Указом Президиума Верховного Совета Казахской ССР, центральная усадьба совхоза была переименована в село Таманское.
В январе 1954 года 6-й гвардейский стрелковый Севастопольский Краснознамённый полк, на основании директивы командующего войсками Московского военного округа от 30 декабря 1953 года переформирован и переименован с сохранением присвоенных ранее отличий и наименований в 75-й гвардейский механизированный Севастопольский Краснознамённый полк 23-й гвардейской механизированной дивизии (2-го формирования) (в/ч 26621). В полк поступила новая техника, был обновлён автопарк и ремонтная база. Водители и механики прошли переобучение. К 1954 году в посёлке Калининец было завершено строительство жилых казарм, но частично полк остался дислоцированным в Октябрьских казармах в Москве, где ранее зимовал личный состав полка.
В апреле 1957 года 75-й гвардейский механизированный полк директивой командующего Московского военного округа от 26 марта 1957 года переформирован и переименован с сохранением присвоенных ранее отличий и наименований в 404-й гвардейский мотострелковый Севастопольский Краснознамённый полк 23-й гвардейской мотострелковой дивизии.
12 апреля 1961 года с космодрома Байконур стартовал космический корабль «Восток», пилотируемый Юрием Гагариным. Его полёт длился 108 минут, корабль совершил один виток вокруг Земли. В 9:57 по московскому времени ТАСС передал сообщение: в Советском Союзе выведен на орбиту вокруг Земли первый в мире космический корабль-спутник «Восток» с человеком на борту. Пилотом-космонавтом космического корабля-спутника «Восток» является гражданин СССР лётчик майор Гагарин Юрий Алексеевич. 14 апреля 1961 года Москва встречала первого космонавта Земли, на Красную площадь кортеж из многочисленных Зилов ехал по Ленинскому проспекту. Во главе колонны, в открытой машине, ехал Гагарин с супругой и Хрущёв. В одной из машин ехал Королёв с супругой. В колонне шло более 30 машин, первые четыре машины колонны сопровождали мотоциклисты. В этот день личный состав полка нёс патрульную и охранную службу по обеспечению общественного порядка на Ленинском проспекте в Москве, по которому следовал кортеж из аэропорта «Внуково» в Кремль. Ю. Гагарин стоял во весь рост в открытом автомобиле ЗИЛ-111 и приветствовал москвичей. На всём пути следования было море людей, многие махали плакатами и бросали букеты цветов.
9 мая 1965 года состоялся первый после победного 1945 года парад на Красной площади. За прошедшие десятилетия были восстановлены города, села, железные дороги, разминированы сотни тысяч гектаров полей, дорог и просек в лесах. Жизнь наладилась. Ещё в 1945 году И. Сталин объявил 9 мая праздничным днём, однако через три года отменил своё решение. Счастье от победы над фашизмом настолько неразрывно связано с огромной ценой, которую заплатил наш народ, что как справедливо заметил поэт в известной песне, «Это праздник со слезами на глазах». Десятилетия не изгладили воспоминаний, но примирили людей с потерей близких, и правительство СССР сочло возможным провести военный парад 9 мая на Красной площади в Москве, чтобы отдать дань уважения и памяти подвигу нашего народа. Знамённая группа в составе М. Кантария и М. Егорова открывала парад со Знаменем Победы. Воины 404-го гвардейского мотострелкового Севастопольского Краснознамённого полка с гордостью пронесли знамя полка по Красной площади.
В сентябре 1967 года 404-й гвардейский мотострелковый полк принял участие в общевойсковых учениях «Днепр», которые прошли в Вооружённых силах Советского Союза в канун 50-го юбилея Октябрьской революции на территории Белоруссии между Днепром м его правым притоком Припятью.
21 октября 1968 года за успехи в боевой и политической подготовке и в честь 50-летия ВЛКСМ полк награждён Почётным знаменем ЦК ВЛКСМ.
В марте 1972 года 404-й гвардейский мотострелковый Севастопольский Краснознамённый полк принимал участие в крупных общевойсковых учениях «Двина». Войны полка, который действовал в составе «Южных», показали высокую организованность и дисциплину уже на начальном этапе — своевременно выдвинулись в указанный район и заняли оборону близ реки Двина. На всех этапах многосуточных общевойсковых манёвров войны-севастопольцы действовали отлично. По итогам манёвров весь личный состав полка, участвовавший в манёврах, был награждён Ленинской юбилейной медалью «За воинскую доблесть», полк — Ленинской юбилейной Почётной грамотой.
В 1972 году 404-й мотострелковый полк участвовал в тушении лесных пожаров Подмосковья.
7 ноября 1972 года в ознаменование 55-й годовщины Великой Октябрьской социалистической революции на Красной площади Москвы состоялся военный парад войск Московского гарнизона. Он был необычном. Начиная с первого парада советских войск в Москве, проведённого 1 мая 1918 года, шёл их порядковый счёт. На этот раз он стал сотым. Командовал парадом командующий войсками Московского военного округа генерал-полковник В. Л. Говоров. Принимал парад министр обороны СССР Маршал Советского Союза А. А. Гречко. В параде приняли участие 32 сводных батальона. В том числе 404-й гвардейский мотострелковый Севастопольский Краснознамённый полк.
Подготовка к этому юбилейному торжественному параду началась задолго до срока. Среди намеченных Военным Советом МВО мероприятий[каких?]. По предложению члена Военного Совета генерал-полковника К. С. Грушевого, было принято решение отметить всех его участников специальным памятным знаком. Его рисунок создавался в политическом управлении МВО, художник А. Б. Жук только несколько его доработал, придав ему законченный вид, удобный для производства. Изготовлялся знак на Московском заводе «Победа».
Местом проведения церемонии открытия была выбрана Большая спортивная арена стадиона Лужники. Целый сектор зрительских трибун, расположенный на Восточной трибуне стадионе непосредственно под чашей с Олимпийским огнём, была отдана военнослужащим 404-го мотострелкового полка, показавших 174 "картины на импровизированном «экране». Экран создали специально подготовленные солдаты, у каждого из которых имелись наборы разноцветных карточек, флажков, съёмных манишек, рисованных панно и шапочек. Меняя их, военнослужащие составляли красочные «живые» картины. Это и олимпийский мишка с букетом цветов на открытии XXII Олимпийских игр и плачущий мишка на церемонии закрытия и многие другие. На всем протяжении действия обе церемонии обеспечивали военнослужащие полка. Под конец на импровизированном «экране» возникло изображение Земли, на которой красной звездой символически была отмечена столица Олимпиады-80 — Москва.
17 декабря 1982 года приказом МО СССР № 0229 за отличные показатели на учениях 404 гвардейскому мотострелковому Краснознамённому полку присвоено имя «60-летия СССР».
4 марта 1983 года организация ВЛКСМ 404-го гвардейского мотострелкового Севастопольского Краснознамённого полка награждена Почётной грамотой ЦК ВЛКСМ за достигнутые успехи в социалистическом соревновании, высокие показатели в боевой и тактической подготовке.
Директивой командующего войсками МВО от 18 апреля 1983 года 404-й гвардейский мотострелковый Севастопольский Краснознамённый полк имени 60-летия СССР был выведен из состава 2-й гвардейской Таманской мотострелковой дивизии имени М. И. Калинина, в составе которой был сформирован и прошёл славный боевой путь в Великую Отечественную войну и переименован с сохранением присвоенных ранее отличий и наименований исторический формуляр и боевую славу полка в 27-ю отдельную гвардейскую мотострелковую Севастопольскую Краснознамённую бригаду имени 60-летия СССР. К этому моменту уже несколько лет полк дислоцировался в поселении Мосрентген, занимая комплекс современных, специально построенных для него зданий. В 1980 году стройку курировал лично Министр обороны Маршал Советского Союза Д. Ф. Устинов, приезжая на стройку с инспекцией несколько раз в неделю. Ведь будущей бригаде ставилась особая задача — охрана Верховного Совета СССР в случае начала боевых действий.
В феврале 1984 года организация ВЛКСМ 27-й гв. омсбр награждена переходящим Красным знаменем ЦК ВЛКСМ «Лучшей комсомольской организацией ордена Ленина Московского военного округа» за достигнутые успехи в социалистическом соревновании, высокие показатели в боевой и тактической подготовке.
В декабре 1984 года приказом Министра обороны СССР № 322 за мужество и воинскую доблесть, проявленную при выполнении заданий советского правительства и Министра Обороны СССР, а также за особые отличия на учениях бригада награждена Почётным вымпелом Министра обороны «За мужество и воинскую доблесть».
В феврале 1985 года организация ВЛКСМ 27-й гвардейской отдельной мотострелковой брмгады награждена Почётной грамотой ЦК ВЛКСМ за достигнутые успехи в социалистическом соревновании, высокие показатели в боевой и тактической подготовке.
9 мая 1985 года в 40-ю годовщину победы в Великой Отечественной войне на Красной площади состоялся парад, в котором по традиции приняли участие воины 27-й гвардейской омсбр. Бригада принимала участие в параде в составе парадных расчётов, а за тем по брусчатке Красной площади в механизированной колонне прошли боевые машины мотострелков-севастопольцев.
Парад на Красной площади 7 ноября 1987 года состоялся в ознаменование 70-й годовщины Великой Октябрьской социалистической революции. 116 военный парад на Красной площади.
Парад принимал министр обороны СССР Генерал армии Д. Т. Язов, командовал Генерал-полковник В. М. Архипов. Пешая часть парада состояла из двух частей: исторической и современной. Историческая часть тоже состояла из подчастей, олицетворяющих три этапа развития Советских вооружённых сил. Колонна знаменосцев открыла историческую часть парада. Во главе колонны — знамя ЦК РСДРП. 150 боевых знамён соединений и частей, отличившихся в годы Гражданской войны и в борьбе с иностранной интервенции. Далее последовало прохождение батальонов красногвардейцев и революционных матросов, а также бойцов в форме регулярных частей Красной армии. В форме красногвардейцев прошли войны — «севастопольцы». В первые с 1967 года в параде участвовали конные войска периода Гражданской войны: кавалеристы и тачанки. Затем последовал пронос Знамени Победы и 150 бовых знамён времён Великой Отечественной войны. После этого прошли батальоны автоматчиков с ППШ. Боевые машины пехоты 27-й гв. омсбр приняли участие в технической части парада.
После вывода в феврале 1989 года советских войск из Афганистана 27-ю гв. омсбр пополнили офицеры и 154 солдата срочной службы для передачи боевого опыта. Многие из них были награждены орденами Боевого Красного знамени, Красной звезды, медалями «За отвагу», «За боевые заслуги» и «За отличие в воинской службе». Их стойкость и мужество, военной мастерство и самоотверженность, верность боевым товарищам стали ярким и убедительным примером для всего личного состава бригады. Прибывшие были распределены во многие подразделения бригады, согласно воинским специальностям.
Постановлением Совета Министров СССР от 16 июня 1990 года № 587-82 27-я гв. омсбр определена в состав КГБ СССР как 27-я отдельная гвардейская мотострелковая бригада специального назначения (27-я гв. омсбр СпН).
Государственный комитет по чрезвычайному положению (ГКЧП) опирался на силы КГБ, МВД и МО. Всего в Москву было введено около 4 тыс. военнослужащих, 362 танка, 427 бронетранспортёров и БМП. Военнослужащие 27-й гв. омсбр СпН оказались в эпицентре событий 19—21.08.1991 года. Они охраняли Кремль и другие важные государственные объекты, расположенные вблизи Манежной площади. После провала ГКЧП на бригаду обрушился гнев новой власти, была реальной угроза расформирования. Только волей командира, гвардии полковника Егорова А. Н., понимавшего, что его подчинённые оставались верны присяги и воинскому долгу, выполняя приказ Председателя КГБ, удалось отстоять прославленное соединение. Но Указом Президента СССР от 27 августа 1991 года 27-я гв. омсбр СпН была выведена из состава войск специального назначения КГБ СССР и возвращена в состав войск МВО.
Приказом Министра обороны в ночь на 3 октября 1993 года в столицу были введены войска. Подчинялись Верховному главнокомандующему, верные присяге и в соответствии с уставом, войска вынуждены были принять участие в этом конфликте. Личный состав 27-я гв. омсбр заступил на охрану военных объектов Москвы, расположенных вблизи Манежной площади. В этот сложный для страны период бригадой командовал гвардии полковник Денисов А. Н.
Директивой МО РФ от 11 октября 1993 года бригада передана в состав Воздушно-десантных войск. В течение 3-х лет до 2 ноября 1996 годов 27-я гв. омсбр находилась в составе ВДВ, после чего снова была передана в состав войск Московского военного округа. В этот период бригада два раза направлялась на Северный Кавказ для выполнения боевых задач в ходе Первой чеченской войны: с 9 декабря 1994 года по 25 января 1995 года и с 30 мая 1995 года по 30 мая 1996 года. В 1995—2000 годах военнослужащие бригады принимали участие в разгроме бандформирований в Чеченской Республике. Двое военнослужащих бригады удостоены звания Героя Российской Федерации.
По итогам 2006 учебного года за высокий профессионализм, доблесть и самоотверженность при выполнении воинского долга 27-я гв. омсбр награждена вымпелом Главнокомандующего Сухопутными войсками «Лучшая отдельная мотострелковая бригада».
По итогам 2006 учебного года за высокий профессионализм, доблесть и самоотверженность при выполнении воинского долга 27-я гв. омсбр награждена вымпелом Командующего войсками Московского военного округа «Лучшее соединение сокращенного состава».
За разумную инициативу, усердие и старание, высокую боевую выучку, проявленный при подготовке и проведении военного парада войск Московского гарнизона на Красной площади 9 мая 2007 года в ознаменование 62-й годовщины Победы в Великой Отечественной войне 1941—1945 годов личному составу 27-й гв. омсбр Министр обороны РФ объявил благодарность.
С 27 мая 2010 года выходит бригадная газета под названием «Севастополец».
9 мая 2015 года состоялся парад в ознаменование 70-й годовщины Победы в Великой Отечественной войне 1941—1945 годов. Военнослужащие 27-й гв. омсбр приняли участие в исторической части парада в форме красноармейцев, вооружённых трехлинейками, матросов и лётчиков. В механизированной части парада прошла техника, стоящая на вооружении бригады.
21 ноября 2018 года. За высокие показатели в боевой и мобилизационной готовности, боевой подготовке подразделений и поддержании правопорядка и воинской дисциплины по итогам 2018 учебного года 27-я гв. омсбр заняла 2 место и удостоена грамоты Командующего ЗВО.
19 апреля 2019 года. 2-е место в конкурсе миномётных взводов «Мастера артиллерийского огня» в Западном военном округе (ЗВО).
29 августа 2019 года. Удостоен грамоты личный состав механизированной колонны воинской части 61899 за активное участие, усердие, проявленный профессионализм при проведении специального учения «Центр-2019» на реке Ока в городе Коломна.
22 ноября 2019 года. За высокие показатели в боевой и мобилизационной готовности, боевой подготовке подразделений и поддержании правопорядка и воинской дисциплины по итогам 2019 учебного года 27-я гв. омсбр заняла 2 место и удостоена грамоты Командующего ЗВО.
В ходе гражданской войны в Сирии военнослужащие-«севастопольцы» оказывали помощь в борьбе с повстанцами правительству Сирийской Арабской Республики. В зоне ответственности 27-й бригады охрана аэродромов Квейтрис и Шайрат, а разведрота участвует в поискоао-спасательных операциях. База ПСО находится в Хмеймиме. Генерал-майор Еремеев В. В., в прошлом командир 27-й бригады, а затем заместитель начальника Главного управления контрольной надзорной деятельности Минобороны России, участвовал в планировании всех операций подразделений ВС САР и ССО РФ с 2015 по 2018 год. 6 марта 2018 года, находясь в служебной командировке в Сирии, он погиб в авиакатастрофе самолёта Ан-26.
9 мая военнослужащие бригады, находящиеся на тот момент в командировке в Сирийской Арабской Республике, непременно принимают участие в параде в честь Дня Победы с участием подразделений Вооружённых сил САР и РФ и показом военной техники.
Офицеры и военнослужащие по контракту 27-й гв. омсбр получают боевой опыт в разных частях Сирийской Арабской Республики: Квайрес, Шайрат, Хама, а разведрота участвует в поисково-спасательных операциях. База ПСО находится в Хмеймиме.
С 2015 года сложилось тесное сотрудничество с Правительством Сирийской Арабской Республики и Посольством САР в Российской Федерации в гуманитарной, культурной и патриотической областях.
27-я отдельная гвардейская мотострелковая Севастопольская Краснознамённая бригада выполняет задачи в составе войск Западного военного округа, демонстрируя высокую боевую готовность, организованность и крепкую воинскую дисциплину личного состава. Гвардейцы-севастопольцы настойчиво овладевают воинскими специальностями, осваивают «науку побеждать». Имея в своём распоряжении замечательную учебно-материальную базу, оснащённые всем необходимых классы боевой и специальной подготовки, полигон, военнослужащие бригады в короткий срок становятся высококлассными военными специалистами, настоящими профессионалами своего дела.
24 июня 2020 года состоялся парад в ознаменование 75-й годовщины Победы в Великой Отечественной войне 1941—1945 годов. Военнослужащие 27-й гв. омсбр приняли участие в исторической части парада в форме красноармейцев, вооружённых трехлинейками, матросов и лётчиков. Сводным расчётом командовал гвардии майор А. Верихов. В механизированной части парада прошла техника, стоящая на вооружении бригады. Командовал коллоной техники гвардии майор К. Усольцев.
Участие парадах на Красной площади — почетная обязанность 27-й гв. омсбр. Военнослужащие по призыву могут гордо пройти в парадном строю по главной площади страны 9 мая и 7 ноября.
Бригада каждый год участвует в военном параде на Красной площади.

## Боевой путь
В ходе Великой Отечественной войны полк принимал участие в: Смоленской обронительной, Смоленской наступательной, Ельнинской, Северо-Кавказкой стратегической оборонительной, Нальчикско-Орджоникидзевской оборонительной, Хазнидонской, Северо-Кавказской стратегической наступательной (операция Дон), Краснодарской наступательной, Новороссийско-Таманской стратегической наступательной, Керченско-Эльтигенской десантной, Керченско-Севастопольской наступательной, Шяуляйской, Мемельской наступательной, Инстербургско-Кёнигсбергской наступательной, Земландской наступательной операциях

### Начало войны — вторжение
Утром 22 июня 1941 года из штаба округа на имя командира 127-й стрелковой дивизии поступила телеграмма. В ней предлагалось немедленно привести части дивизии в полную боевую готовность и ждать дальнейших указаний по отправке на фронт. В полдень бойцы и командиры слушали по радио заявление Наркома иностранных дел СССР В. М. Молотова о нападении германских войск на нашу страну. 24 июня 1941 года, получив по мобилизационному плану недостающий по штатам приписной состав, части дивизии маршевым порядком вышли из Ржищевских лагерей в направлении города Остёр Черниговской области. Головным шел 535-й стрелковый полк под командованием бывшего офицера оперативного отдела Харьковского военного округа майора Я. М. Капленко. За рекой Десна у города Остер Черниговской области колонна была остановлена офицером связи штаба округа, который привез приказ о возвращении дивизии на станцию Бобрик, в 49 км северо-восточнее Киева, где она должна погрузиться в эшелоны и отправиться под Смоленск. Первым в дивизии ночью начал погрузку 535-й стрелковый полк. Назначение — станция Лиозно, Рудня, юго-восточнее Витебска..

### Боевое крещение на станции Рудня
Утром 10 июля 1941 года 1 батальон 535 сп под командованием капитана М. С. Джавоева прибыл на станцию Смоленск-Товарная и тут же получили приказ, не дожидаясь остальных, выдвинуться в сторону станции Рудня западнее Смоленска и сорвать выдвижение передовых частей фашистов.
На рассвете 11 июля 1941 года в 30 км от станции Рудня батальон при поддержке артиллеристов полка под командованием ст. л-та Музылёва принял свой первый бой. Благодаря организованным действиям батальона во встречной бою противник понёс большие потери. Гитлеровцы бросили против батальона свежие силы, танки и авиацию.
К этому моменту немецкие войска уже овладели южной окраиной Смоленска и под угрозой окружения, батальону пришлось отступить. За два дня боёв было уничтожено 100 фашистских солдат и офицеров, 20 танков противника и много другой техники. В этих боях особо отличились лейтенанты Василенко и Скачко, мл. политрук Бирюков, техник-интендант I ранга Волков, мл. сержант Спивак, рядовой Прищепа.
Только утром 12 июля 1941 года все части 127 сп прибыли на ст. Занозная и заняли оборону юго-восточнее Смоленска.

### Смоленская операция
В результате упорных боёв 535-й гвардейский стрелковый полк к 29 сентября 1941 года овладел населёнными пунктами Заруцкое и Сварково. Однако на следующий день противник силой до шестидесяти танков и до двух полков моторизованной пехоты перешёл в контратаку. Части дивизии вынуждены были оставить Заруцкое и Сварково и перейти к обороне.

### Бои за Ельню
Итогом Ельнинской наступательной операции явилась ликвидация ельнинского выступа, который мог угрожать Москве. Значительно улучшилось оперативное положение войск Резервного фронта. Пяти фашистским дивизиям был нанесён значительный урон. Потери их в живой силе составили до 45 тыс. человек.
30 августа 1941 года, не имея превосходства в силах и средствах кроме артиллерии, наши войска возобновили наступление и прорвали вражескую оборону, и 4 сентября глубоко охватив основные силы противника на ельнинском выступе. Столкнувшись впервые с начала Второй Мировой войны с перспективой реального окружения войсковой группировки, немцы немедленно начали отвод войск.
6 сентября 1941 года Ельня была освобождена нашими войсками, которые продвинулись на 25 км и 8 сентября вышли к берегам рек Устрой и Стряна. Дальнейшее наступление успеха не имело, поскольку у немцев на этом участке были хорошо подготовлены оборонительные рубежи. Тем не менее, ельнинский выступ был ликвидирован.
Бои под Ельней в 1941 году стали первыми успешными действиями советских войск, в результате которых, пусть и ненадолго, город был освобождён от оккупантов.

### Бои за с. Чернёво
На рассвете 24 сентября 1941 года фашисты всей силой обрушились на участок обороны 1 и 2 батальон 535 гв. сп. В результате упорный боёв 535-й гвардейский стрелковый полк к 29 сентября 1941 года овладел населёнными пунктами Заруцкое и Сварково. Однако на следующий день противник силой до шестидесяти танков и до двух полков моторизованной пехоты перешёл в контратаку. Части дивизии вынуждены были оставить Заруцкое и Сварково и перейти к обороне. В результате тяжёлых боёв, противник прорвал оборону и отрезал батальоны от частей дивизии. Связавшись с дивизией через партизан, окружённые подразделения полка от командира дивизии получили задачу 1 октября 1941 года на рассвете атаковать противника с тыла в районе посёлка Чернево.
Внезапной атакой наши подразделения ворвались в с. Чернево, смяв группировку противника и в последующих уличных боях полностью разгромили врага, захватив при этом: 5 танковых пулемётов, 11 ручных пулемётов, 43 автомата и другое военное имущество. Отбивая яростные атаки танков и мотопехоты противника, было подбито и подожжено свыше десятка танков противника.
В боях за Чернево смертью храбрых погиб командир 535 гв. сп гвардии майор Фиалка. Отражая натиск врага, командир 535-го гв. стрелкового полка гвардии майор П. П. Фиалка в критический момент боя лично вел огонь по фашистам из автомата, бросал гранаты и бутылки с горючей смесью. Будучи тяжело раненным, отважный командир оставался в строю и управлял боем до последней минуты.
После гибели майора Фиалка его заместитель капитан Сабадош принял на себя командование полком. Это был один из храбрых офицеров дивизии, венгр по национальности. Активный участник боёв в Испании, он был награждён орденом Красного Знамени. Гвардии капитан Сабадош умело руководил боем полка в самых сложных ситуациях, смело водил гвардейцев в атаки.
17 октября 1941 года полк сдал оборону частям 13-й Армии и после непродолжительного марша занял оборону в районе города Курск.

### Бои за Курск (Панское и Тим)
Утром 11 декабря 1941 года 535-й гв. сп в составе 2 гв. сд перешёл в наступление на населенный пункт Панское северо-восточнее Тима. Стояла задача уничтожить противника и к исходу дня выйти на рубеж в 25 км восточнее города Щигры. Однако противник стянул на этом направлении значительные силы и бои на этом рубеже затянулись до 20 декабря 1941 года. Благодаря хорошо налаженному взаимодействию между батальонами полка и стремительности удара, к утру 27 декабря 1941 года наши войска подошли к городу Тим.
Наиболее яростное сопротивление противник оказал на рубеже Соколья Плота, Гнилое. Стремительный выход частей 2-й гвардейской дивизии на этот рубеж и его прорыв поставили тимскую группировку противника в затруднительное положение. После артиллерийской подготовки части дивизии 31 декабря 1941 года возобновили наступление на Тим. Поддерживающая их 1-я танковая бригада ввиду сильно заболоченной лесистой местности не была использована в первом эшелоне, и только после овладения населённым пунктом 2-е Никольское танкисты вступили в бой. Орудия сопровождения поддержали стрелковые подразделения, уничтожая огневые точки врага.
Сломив сопротивление фашистов на переднем крае и захватив их первую позицию, части 2-й стрелковой дивизии решительно продвигались в глубь обороны противника, а 535-й гвардейский стрелковый полк, успешно развивая наступление, овладел населённым пунктом Гнилое.
Используя успех гвардейцев, ударная группа 40-й армии подошла к городу Тим, где завязались жаркие бои. Противник, оставляя убитых и боевую технику, боясь окружения, начал поспешно отводить свои части из города.

### Зимнее наступление 1941—1942 годов
10 декабря 1941 года согласно приказу по фронту, полк перешёл в наступление в районе с. Пожидаевка и успешно продвигаясь вперёд, ломал сопротивление противника, освобождая одно за другим селения Курской области. Командовал полком гвардии майор Кусков Виктор Васильевич, комиссар полка гвардии ст. политрук Чурилов.
С 10 декабря 1941 года по 25 декабря 1941 года полк освободил от немецких оккупантов свыше 35 населённых пунктов, ведя бои в направлении города Курск. Были освобождены: Пожадаевка, Панское, Ключи, Гнилое, Гнилуши, Рождественская, Архангельская, Корендаково, Жужаково, Гридасово, Семибратское, Выползово и многие другие.
7 января 1942 года 535 гв. сп, прикрывая рубеж Шумаково-Никольское, одним батальоном занял Воробьёвку. Бой закончился через сутки полным разгромом группировки противника.
Попытки гитлеровцев оказать помощь окружённым в Выползово войскам были сорваны упорной обороной полка. Бои под Выползово показали возросшее мастерство командиров и высокую боевую зрелость всего личного состава полка. В боях за населённые пункты было уничтожено около 2,5 тысяч солдат и офицеров противника, захвачено около 100 автомобилей и мотоциклов, 16 орудий разного калибра, свыше 20 миномётов разного калибра, около 80 станковых и ручных пулемётов, 4 склада с продовольствием и боеприпасами, большое количество винтовок и автоматов и другое вооружение. Взято в плен свыше 260 солдат и офицеров противника. Наши потери были незначительными.
В ночь на 26 января 1942 года по приказу полк сдал свой участок и был направлен в город Ростов-на-Дону в расположение южного фронта 65 армии. Командование полком принял майор Пудовкин Ефрем Борисович, начальником штаба был назначен гвардии старший лейтенант Ионов.

### Оборона Кавказа
После 20-суточного пребывания, в городе Ростов-на-Дону, получив пополнение, полк по приказу в ночь на 1 марта 1942 года выступил в район Ряжено, где вел бои за овладение населённым пунктом Ряжено, каменоломни (левее Ряжено), высоту 81,2 и высоту Солёная.
4 апреля 1942 года полк передал свой участок и перешёл во 2-й эшелон армии, где занялся устройством укреплённых районов, совершенствуя боевую и политическую выучку личного состава.
10 июля 1942 года по приказу полк вышел по маршруту: Большекренинская, Каменск-Ахтинский и 15 июля 1942 года занял оборону по правому берегу реки Северский Донец, на протяжении 27 км по фронту.
18 июля 1942 года противник на стыке правого фланга с 875 гв. сп форсировал реку Северный Донец и при поддержке крупных сил авиации вклинился в нашу оборону.
С 19 июля 1942 года по 15 августа 1942 года полк вел сдерживающие бои с противником в районе Кирсановка, Минводы, Баксан.
Командовал полком в сдерживающих боях гвардии майор Пудовкин Ефрем Борисович, комиссар полка — батальонный комиссар Чурилов Федор Яковлевич.
Начиная с августа 1942 года полк ведёт оборонительные бои в условиях горной местности Северного Кавказа на рубеже Баксан, гора Хара-Хора, Гунделен, а 6 октября 1942 года, сдав занимаемую полосу 395 сд, войска перешли по Чегемскому ущелью и заняли оборону в районе Красная Поляна, Баксанский, Ново-Курский.
На рассвете 10 октября 1942 года 2-й батальон 535 гв сп, скрытно переправившись через реку Черек, стремительным ударом овладел окопами и блиндажами противника в районе станицы Котляровская. В этом бою гвардейцы батальона уничтожили 80 вражеских солдаты и офицеров, подожгли 3 танка. С наступлением темноты батальон отошёл на свои позиции.
Командовал полком гвардии подполковник Поветкин Пётр Георгиевич
После 5 месяцев оборонительных боёв советские войска остановили наступление врага в северных предгорьях Главного кавказского хребта. В этих боях противнику нанесён чувствительный удар в живой силе и технике.
Только в боях за село Толдзгун 5—10 октября 1942 года уничтожено свыше 200 гитлеровцев, взято в плен 35 солдат и офицеров, захвачено свыше 40 автомашин, склад с боеприпасами и продовольствием и другое военное имущество.
За мужество и воинскую доблесть весь личный состав полка награждён медалью «ЗА ОБОРОНУ КАВКАЗА».

### Начало наступления 1943 года
Наступление 2 гв. сд было построено в два эшелона: в первом эшелоне действовали 535 и 395 гв. сп, во втором — 875 гв. сп. Наступление стрелковых полков поддерживал 423 артполк.
В ночь на 2 января 1943 года 535 гв. сп, сломив сопротивление противника в районе Кемтала-Тоздагун, начал с боями преследовать врага, уничтожая его живую силу и технику. К вечеру 3 января 1943 года, преследуя отступающего противника, не дав ему закрепиться на промежуточных рубежах, полк достиг города Нальчика, город и подступы к нему обороняли крупные силы фашистов и подразделения 2-й горно-стрелковой дивизии румын.
8 января 1943 года полк участвует в освобождении от немецких захватчиков города Нальчика. Продолжая наступление, полк вышел на рубеж Кызбулук-2, Верхний Куркужин-Сермаково и Каменнодомское.
11 января 1943 года полк подошёл к городу Ессентуки и к исходу дня, после короткого боя, полностью очищает город от противника, при содействии 395 и 875 гв. сп.
12 января 1943 года 535 гв. сп во взаимодействии с 875 гв. сп обходит с севера и с запада станицу Суворовская и выбивает из неё противника,. Не задерживаясь на этом рубеже, полк преследует противникам к исходу 16 января 1943 года подходит к городу Черкесску, который противник поспешно укрепил, используя выгодную местность для обороны.
К утру 17 января 1943 года город Черкесск был полностью очищен от немецких захватчиков. Полк с боями форсирует реку Кубань.
В дальнейшем 535 гв. сп преследует противника на рубежах: Малый Зеленчук, Клычевская, Большой Зеленчук, Урун, Отрадное, сбивая противника на промежуточных рубежах. К утру 20 января 1943 года полк подходил к городу Армавиру, где и получил задачу преследовать противника в направлении станицы Усть-Лабинская.
В обстановке беспрерывных боёв с отходящими силами противника полк 21 января 1943 года вторично форсирует реку Кубань, в районе 10 км восточнее станции Усть-Лабинская, где после упорного кровопролитного боя, обходя с севера, взаимодействуя с 875-м и 395-м гвардейским стрелковыми полками полк врывается в ст. Усть-Лабинская.

### Освобождение станицы Крымская
За успешные действия и героизм личного состава, проявленные при освобождении от захватчиков Северного Кавказа, приказом Ставки Верховного Главнокомандующего 535 гвардейский стрелковый полк был переименован в 6 гвардейский стрелковый полк.
4 мая 1943 года началось общее наступление на ст. Крымская, к вечеру того же дня противник был выбит из ряда сильно укреплённых опорных пунктов и отошёл на 9—12 км.
Противник закрепился на заранее подготовленном рубеже, отметка 71,1, высота 114. После тщательной подготовки 26 мая 1943 года в 5:00 6 гв. сп перешёл в наступление с задачей овладеть отметкой 71 и городом Горичный. Противник не выдержал натиска гвардейцев и после упорных боёв откатился назад, оставив на поле боя сотни трупов и разбитую технику.
В этих боях смело действовали бойцы 1 стрелкового батальона, где командиром был гвардии капитан Грищенко, его подразделения первыми ворвались в траншеи и окопы противника.
В боях за высоту 167,4 и хутор Горно-Весёлый отличилась гвардии старшина медслужбы полка Титова Анна Павловна. Несмотря на то, что была контужена, без сна и отдыха, в течение 4-х дней она вынесла с поля боя 45 раненых солдат и офицеров полка с их личным оружием и оказала им своевременную помощь, за что была удостоена ордена Красного знамени. В боях за станицу Крымская за сутки она вынесла с поля боя 26 раненых, за что была удостоена ордена Красной Звезды.
За 5 месяцев боёв с 1 января 1943 года по 16 июня 1943 года полком пройдено более 1000 км, освобождено более 100 населённых пунктов, в том числе: 4 города, 10 райцентров и 7 ж/д станций. Пленено свыше 500 солдат и офицеров. Десятки и сотни примеров героической борьбы, смелости и отваги показали гвардейцы 6 гв. сп в боях с немецкими оккупантами.

### Новороссийско-Таманская операция
В ночь на 14 сентября 1943 года 6 гв. сп получил приказ — проверить оборону противника в районе отметки 95,1 и совместно с полками дивизии продолжать наступление по освобождению Кубани и Тамани.
В ожесточённых боях с противником сильно укреплённая линия обороны, так называемая «голубая линия», в течение 14 сентября 1943 года была прорвана. Противник, под ударами подразделений полка откатываясь запад, делал заслоны с задачей задержать продвижение наших частей и использовать время для отвода главных сил в район Тамани, но остановить продвижение гвардии противнику не удалось.
К 8 октября 1943 года подразделения полка подошли к ст. Старо-Титоровская и обходным манёвром в 3-х часовом бою овладели ею.
9 октября 1943 года подразделения полка, совместно с другими действующими частями, полностью очищают Таманский полуостров от немецких оккупантов.
В боях за освобождение низовьев Кубани и Таманского полуострова противнику нанесены тяжёлые потери: убито и захвачено в плен свыше 150 немецких солдат и офицеров, уничтожено много техники противника.
За успешные действия и героизм личного состава, проявленные в боях на Тамани и при прорыве «голубой линии» Приказом Верховного Главнокомандующего от 9 октября 1943 года личному составу полка объявлена благодарность.

### Керченско — Эльтигенская десантная операция
В октябре 1943 года 6 гвардейский стрелковый полк стал готовиться к десантной операции на Крымский полуостров.
В ночь на 3 ноября 1943 года полк получил боевой приказ — погрузиться на плавсредства Азово-Черноморской флотилии с задачей захватить плацдарм на Керченском полуострове.
В 23:00 2 ноября 1943 года под прикрытием ураганного артиллерийского огня десантные корабли достигли берега Керченского полуострова.
Штурмовые отряды пол огнём противника по грудь в воде, высаживались с кораблей и, выбивая противника из береговых укреплений, отбрасывали его на запад, освободив таким образом селения Маяк и Глейки. Преследуя отходящего противника, штурмовые отряды после 2-х дневных боёв овладели селением Баксы и прилегающей западнее высотой 175. Все попытки фашистов сбросить наши части в море не имели успеха. Полк совместно с другими действующими частями прочно удерживал завоёванный плацдарм.
За форсирование Керченского пролива и успешные действия по овладению плацдармом 8 гвардейцев полка удостоены звания Героя Советского Союза.
В боях за Керченский плацдарм противнику нанесены следующие потери: убитыми и ранеными более 700 солдат и офицеров, уничтожено орудий разного калибра — 12, пулемётов — 37 и автомашин — 50.

### Бои на Крымском полуострове
Весной 1944 года 6 гв. сп принял активное участие в разгроме немецко-фашистских войск на Крымском полуострове.
В течение первых трёх месяцев 1944 года, проводя ряд частных операций по улучшению своих позиций, полк в основном находился в обороне. Личный состав побатальонно выводился по боевой подготовке в ближайшие тактические тылы и занимался продолжительное время, имел общую задачу прорвать оборону противника, дав тем самым возможность ввести главные силы дивизии в прорыв.
В ночь с 10 на 11 апреля 1944 года, после ударов 4 Украинского фронта, противник начал поспешный отход с Керченского полуострова. Отход противника был своевременно обнаружен и в 2:00 11 апреля 1944 года батальоны полка, решительным наступлением разгромив арьергардные силы противника, навязали бой главным силам врага. К 6:00 11 апреля 1944 года полк прошёл с боями 3 оборонительные линии противника, вышел в район высоты 90,8, дав тем самым возможность ввести главные силы 1 и 15 гв. сп. С достигнутого рубежа 6 гв. сп, выполнив свою главную задачу, перешёл в резерв командира дивизии и, следуя во втором эшелоне, в течение 6-ти суточного перехода совершил 250 км марш
17 апреля 1944 года полк в полном составе сосредоточился в районе хутора Кучки Балаклавского района Крымской АССР. 3 батальон полка, выполняя частную операцию, 18 апреля 1944 года имел задачу овладеть населённым пунктом Маккензи. С поставленной задачей батальон справился, Меккензи был освобождён. Приказом командира дивизии батальон отводится а район дислокации полка д. Биюк-Сюрень.
24 апреля 1944 года полк получил задачу пройти боевые порядки 77 сд и развить её успех. В течение 3-х дней вёл напряженные бои, не имея территориальных успехов.

### Освобождение Севастополя
В ночь с 26 на 27 апреля 1944 года 6 гв. сп отводится и занимает боевой порядок в 3 эшелоне дивизии, готовясь к решительному штурму города Севастополя.
Освобождение Севастополя — крупнейшего порта и военно-морской базы в Чёрном море, стало стратегической задачей для наших войск. Прилегающие к городу позиции немцы оборудовали в мощный узел сопротивления с широким использованием минных полей, противотанковых рвов, долговременных огневых точек, естественных укрытий. Однако надежды противника удержать Севастополь не оправдались. Взломав оборону врага, 7—8 мая 1944 года гвардейцы штурмом взяли господствующую над городом Сапун-гору и 9 мая 1944 года ворвались в Севастополь. В боях за Сапун-гору полк потерял 80 % личного состава. Разгромленный враг был прижат к морю в районе мыса Херсонес и к утру 12 мая 1944 года прекратил сопротивление.
6 гвардейский стрелковый полк своей стойкостью в обороне, напористостью в наступлении высоко держит Гвардейское знамя. Личный состав полка воспитал в своих рядах более 2000 награждённых орденами Союза ССР и восемь героев Советского Союза.
Командир 2-й гвардейской стрелковой дивизии гвардии полковник Самохвалов ходатайствовал о присвоении 6 гв. сп наименования «Крымский», однако в ознаменование этой победы и отдавая дань героизму и мужеству гвардейцев, приказом Ставки Верховного Главнокомандующего от 10 мая 1944 года № 111 полку было присвоено почетное наименование Севастопольский.
После кратковременного отдыха, получил пополнение, полк в составе дивизии перебрасывается на Западное направление и входит в состав войск Первого Прибалтийского фронта.

### Освобождение Прибалтики
В составе 1-го Прибалтийского фронта в июле-августе 1944 года полк участвовал в Шяуляйской наступательной операции 5—31 июля 1944 года.
К 20 июля 1944 года 6 гв. сп сосредоточился в районе города Оникшта Литовской ССР и прямо с ходу вступили в бой. Сильными ударами гвардейцы быстро сломили сопротивление врага, овладели городом и погнали фашистов на запад
23 июля 1944 года по разведданным стало известно, что противник из центральной части Германии перебрасывает в направлении города Шавли Литовской ССР до 8 танковых дивизий, которые имеют задачу овладеть городом Шавли и соединиться с отрезанной немецкой группировкой войск в районе Риги. Наиболее упорный характер бои приобрели в районе городов Шавли и Кельми. На этом направлении действовали отборные гитлеровские части, в том числе эсесовские танковые дивизии «Великая Германия» и «Адольф Гитлер», вооружённые танками «Тигр» и «Пантера». Кровопролитные бои длились более месяца, отдельные населённые пункты по несколько раз переходили из рук в руки, но противник так и не добился успеха.
За освобождение от врага литовской земли в районе городов Шавли и Кельми указом Президиума Верховного Совета СССР 12 августа 1944 года. 6 гвардейский Севастопольский стрелковый полк был награждён орденом Боевого Красного Знамени, ещё 2 военнослужащих полка удостоены звания Героя Советского Союза (один — посмертно).

### Бои в Восточной Пруссии
В начале 1945 года полк принимал участие в Восточно-Прусской наступательной операции. В составе войск 11-го гв. ск дивизия на широком фронте пересекла границу Восточной Пруссии.
13—27 января 1945 года полк участвовал в Инстербургско-Кенингсберской наступательной операции. 17 января 1945 года после решительной атаки гвардейцев противник, потерял основные позиции, начал под прикрытием арьергардов отходить в юго-западном направлении к городу Норденбург. И 24 января 1945 года полк в составе дивизии овладел городом Норденбург (Nordenburg; ныне Крылово Калининградской области), 1 февраля 1945 года — городом Шипенбайль (Schippenbeil; ныне город Sepopol, Польша).
6 февраля 1945 года в боях за город Прейсиш-Эйлау (Preussisch Eylau, ныне город Багратионовск Калининградской области) отличился гвардии сержант Андрей Лаврентьевич Титенко, командир орудия батареи 45 мм пушек. Ворвавшись в город, расчёт оказался отрезанным от стрелковых подразделений. Организовав круговую оборону, отважный артиллерист 4 часа отбивал контратаки противника. Только в период боёв на территории Восточной Пруссии огнём своего орудия уничтожил десять станковых и семь ручных пулеметов с расчетами, много живой силы противника.
Указом Президиума Верховного Совета СССР от 19 апреля 1945 года за образцовое выполнение боевого задания командования в борьбе с немецко-фашистскими захватчиками и проявленные при этом мужество и героизм, гвардии сержанту Титенко Андрею Лаврентьевичу присвоено звание Героя Советского Союза с вручением ордена Ленина и медали «Золотая Звезда».
В середине февраля 1945 года полк вел успешные наступательные бои северо-западнее города Кёнигсберга, вдоль берегов Балтийского моря.
Преследуя отступающего противника, 6 гв. сп в конце марта 1945 года вышел к побережью Балтийского моря в районе Фрейхфена.

### Бои на Земландском полуострове
13-25 апреля 1945 года 6-й гвардейский стрелковый полк участвовал в Земландской наступательной операции. Наступление протекало тяжело, по непролазной грязи средства поддержки застревали в пути, войска продвигались медленно. К исходу дня ю, танки 213-й танковой бригады, преодолев заболоченную с запрудой реку, сходу поддерживали бой и гвардейцы буквально на плечах отступавшего противника ворвались в Кольтхаф и Регинен.
16 апреля 1945 года глубоко вклинившись во вражескую оборону 6 гв. сп, взаимодействуя с 1 гв. сп, внезапным ударом в районе населенного пункта Золинген овладели аэродромом противника, захватили 41 исправный самолёт, 27 танков, освободили 1500 узников лагеря смерти.
17 апреля 1945 года 6-й гвардейский стрелковый полк в районе города Пиллау (Pillau, ныне город Балтийск Калининградской области) вышел к морю. Полк овладел населенным пунктом Занглинен (ныне посёлок Хмелёвка Зеленоградского района Калининградской области). Частями дивизии в этом бою было взято в плен свыше 3 тыс. вражеских солдат и офицеров, захвачено большое количество боевой техники и вооружения.
В этот день был последним в боевом пути полка, хотя гвардейцы ещё несколько дней вели бои местного назначения. Разгром Земландской группировки противника является заключительным этапом всей Восточно-Прусской операции, осуществлённой советскими войсками.
Боевые заслуги солдат, сержантов и офицеров 6-го гв. сп были высоко оценены Советским правительством. За доблесть и героизм, проявленные в ходе ликвидации восточнопрусской группировки, десятки гвардейцев были награждены орденами и медалями.
24 апреля 1945 года 6-й гвардейский стрелковый полк вместе с другими частями 2-й гвардейской стрелковой дивизии занял оборону на берегу Балтийского моря, где воины совершенствовали своё боевое мастерство, занимались политической подготовкой.

### Победа. 1945 год
За годы в Великой Отечественной войны орденами и медалями Советского Союза в полку награждено:
- Орденом Ленина — 19
- Орденом Красного знамени — 133
- Орденом Суворова III степени — 3
- Орденом Кутузова III степени — 2
- Орденом Богдана Хмельницкого — 12
- Орденом Александра Невского — 16
- Орденом Отечественной войны I степени — 340
- Орденом Отечественной войны II степени — 23
- Орденом Красная звезда — 1953
- Орденом Славы I степени — 3
- Орденом Славы II степени — 23
- Орденом Славы III степени — 342
- Орденом Знак почёта — 1
- Медалью За отвагу — 2312
- Медалью За боевые заслуги — 236
- Медалью «За оборону Кавказа» — 384
- Медалью «За взятие Кёнигсберга» — 90
- Медалью «За Победу над Германией» — 726

19 мая 1945 года согласно приказу командира 11-го гвардейского стрелкового корпуса полк был выведен в район Хальлинген-Кройц (Heiligenkreuzen; ныне город Красноторовка Калининградской области), где занимался боевой подготовкой.
В конце лета 1945 года по решению Советского правительства 6-й гвардейский стрелковый Севастопольский Краснознамённый полк в составе не менее прославленной 2-й гвардейской стрелковой Таманской Краснознамённой, ордена Суворова дивизии прибыл в Московский военный округ.

### Российско-украинская война (с 2022)
Бригада принимает участие в боевых действиях на территории Украины. 24 февраля 2022 года бригада понесла потери. К середине марта бригада потеряла 9 танков Т-90 и 21 единицу прочей техники, 21 военнослужащего убитыми и пропавшими без вести, 14 пленными, 28 ранеными.

## Состав
Части бригады дислоцируются в посёлке Мосрентген Новомосковского административного округа Москвы.
В состав бригады входят:
- Управление;
- 1-й мотострелковый батальон;
- 2-й мотострелковый батальон;
- 3-й мотострелковый батальон;
- танковый батальон;
- гаубичный самоходно-артиллерийский дивизион
- реактивный артиллерийский дивизион
- зенитный ракетно-артиллерийский дивизион;
- отдельная разведывательная рота;
- стрелковая рота (снайперов);
- батальон управления (связи);
- батальон материального обеспечения;
- ремонтно-восстановительная рота;
- инженерно-сапёрная рота;
- рота военной полиции (ВП);
- рота РХБЗ;
- медицинская рота;
- батарея управления и артиллерийской разведки (начальника артиллерии);
- взвод управления и радиолокационной разведки (начальника противовоздушной обороны);
- взвод управления (начальника разведывательного отделения),
- взвод инструкторов;
- взвод тренажеров;
- полигон;
- оркестр.

На вооружении: 41 ед. Т-90А, 42 ед. БМП-3, 98 ед. БТР-82А, 27 ед. БТР-80А, 18 ед. 152 мм СГ 2С3 «Акация», 18 ед. 120 мм миномётов 2С12 «Сани», 4 ед. БРДМ-2, 6 ед. БМ 9А34 «Стрела-10», 6 ед. ЗСУ 2С6М «Тунгуска», 27 ед. ПЗРК 9К38 «Игла».

## Командиры бригады
Командиры 535 СП, 535 гв. СП, 6 гв. Севастопольского Краснознаменного СП (1940—1945 гг.)
| Капленко Яков Моисеевич                 | 535 сп    | п/п-к     | 02.09.1940 | 27.07.1941 |
| Фиалка Петр Павлович                    | 535 сп    | майор     | 27.07.1941 | 25.09.1941 |
| Сабадош Шандор Михайлович               | 535 гв.сп | майор     | 25.09.1941 | 01.10.1941 |
| Сыромятников Николай Филиппович         | 535 гв.сп | гв. п/п-к | 01.10.1941 | 10.12.1941 |
| Кусков Виктор Васильевич                | 535 гв.сп | майор     | 10.12.1941 | 09.02.1942 |
| Пудовкин Ефрем Борисович                | 535 гв.сп | майор     | 09.02.1942 | 22.07.1942 |
| Титов Петр Яковлевич                    | 535 гв.сп | гв.майор  | 26.11.1942 | 10.12.1942 |
| Поветкин Петр Георгиевич                | 535 гв.сп | гв. п/п-к | 10.12.1942 | 19.12.1942 |
| Грищук Евгений Александрович            | 535 гв.сп | гв. п/п-к | 19.12.1942 | 12.01.1943 |
| Орехов Алексей Ильич                    | 535 гв.сп | гв.майор  | 12.01.1943 | 18.02.1943 |
| Огиенко Борис Павлович                  | 535 гв.сп | гв.п-к    | 18.02.1943 | 26.03.1943 |
| Носиков Андрей Григорьевич              | 535 гв.сп | гв.п/п-к  | 26.03.1943 | 30.04.1943 |
| Александровский Василий Степанович      | 535 гв.сп | гв. п/п-к | 30.04.1943 | 05.12.1943 |
| Грищенко Иван Андреевич                 | 6 гв.сп   | гв. п/п-к | 05.12.1943 | 28.03.1944 |
| Кащицын Егор Егорович                   | 6 гв.сп   | гв.п/п-к  | 28.03.1944 | 04.01.1945 |
| Челидзе Шалва Владимирович              | 6 гв.сп   | гв.п/п-к  | 05.01.1945 | 01.02.1945 |
| Чадунели Платон Николаевич (ВрИО)       | 6 гв.сп   | гв.майор  | 01.02.1945 | 10.03.1945 |
| Юзефальчик Иван Евтихиевич (ВрИО)       | 6 гв.сп   | гв.майор  | 08.03.1945 | 22.03.1945 |
| Герасимов (Монштейн) Евгений Адольфович | 6 гв.сп   | гв.п-к    | 22.03.1945 | 09.03.1946 |

http://artofwar.ru/g/golik_e_j/text_0070.shtml Визуальный просмотр с фотографиями офицеров.
Командиры 27-й ОМСБр (1983 по н/вр)
- Крюков Валентин Константинович (июнь 1983 — август 1984)
- Андреев Геннадий Анатольевич (август 1984 — август 1987)
- Медведев Пётр Викторович (август 1987 — июль 1988)
- Поляков Борис Никол8аевич (июль 1988 — июнь 1990)
- Егоров Александр Николаевич (июнь 1990 — июль 1993)
- Денисов, Александр Николаевич (июль 1993 — февраль 1995)
- Генералов, Сергей Леонидович (февраль 1995 — апрель 1997)
- Самолькин, Алексей Николаевич (апрель 1997 — июнь 1999)
- Бувальцев, Иван Александрович (июль 1999 — июль 2001)
- Кужилин Александр Владимирович (август 2001 — сентябрь 2003)
- Яшин Дмитрий Александрович (ноябрь 2003 — октябрь 2006)
- Чайко Александр Юрьевич (ноябрь 2006 — ноябрь 2007)
- Обухов Геннадий Юрьевич (декабрь 2007 — октябрь 2009)
- Трифонов Андрей Сергеевич (октябрь 2009 — январь 2012)
- Еремеев Владимир Вениаминович (январь 2012 — декабрь 2013)
- Санчик, Александр Семёнович (декабрь 2013 — декабрь 2014)
- Горячев, Сергей Владимирович (декабрь 2014 — август 2015)
- Аксёнов, Дмитрий Яковлевич (август 2015 — август 2021)
- Сафонов Сергей Игоревич (август 2021 — октябрь 2022)
- Гладких Ярослав Сергеевич (октябрь 2022 — июль 2023)
- Бровко Павел Андреевич (июль 2023 - по н.в.)

## Отличившиеся воины
Герои Советского Союза
- Гвардии сержант Ахсарбек Магометович Абаев — командир отделения 6-го гвардейского стрелкового полка.
- Гвардии полковник Александровский, Василий Степанович — командир 6-го гвардейского стрелкового полка.
- Гвардии рядовой Берия, Николай Титович — автоматчик 6-го гвардейского стрелкового полка[7].
- Гвардии подполковник Гамзатов, Магомед Юсупович — командир батальона 6-го гвардейского стрелкового полка[8].
- Гвардии младший сержант Орищенко, Николай Николаевич — командир орудия 6-го гвардейского стрелкового полка.
- Гвардии сержант Пасюков, Владимир Алексеевич — командир отделения автоматчиков 6-го гвардейского стрелкового полка. 11 марта 1949 года лишён наград и звания Героя[9].
- Гвардии лейтенант Плугарёв, Михаил Михайлович — командир взвода 6-го гвардейского стрелкового полка[10].
- Гвардии полковник Тарасенко, Павел Евдокимович — стрелок 6-го гвардейского стрелкового полка[11].
- Гвардии сержант Титенко, Андрей Лаврентьевич — командир орудия батареи 45-миллиметровых пушек 6-го гвардейского стрелкового полка.
- Гвардии младший лейтенант Якубовский, Израиль Семёнович (посмертно) — командир взвода противотанковых ружей 6-го гвардейского стрелкового полка.
- Гвардии лейтенант Герасимов, Дмитрий Антонович — пулемётчик 6-го гвардейского стрелкового полка.

Полные кавалеры ордена Славы
 Гвардии старший сержант Кардашов, Василий Алексеевич — командир орудийного расчёта 6-го гвардейского стрелкового полка.
 Гвардии старшина Васильченко, Иван Нестерович — командир расчёта 45-миллиметровой пушки 6-го гвардейского стрелкового полка.
За участие в ВОВ соединение было 10 раз удостоено благодарностей Верховного Главнокомандующего, 4882 офицера, солдата и сержанта награждены орденами и медалями, из них 10 (1 лишён) гвардейцев были удостоены высокого звания Героя Советского Союза.
Герои Российской Федерации
- Гвардии подполковник Белов, Владимир Александрович (военный врач) — командир медицинской роты.
- Гвардии лейтенант Соломатин, Александр Викторович (посмертно) — командир взвода. Его имя навечно внесено в список личного состава 6-й роты 27-й отдельной мотострелковой бригады.

Другие отличившиеся воины
- Гвардии старшина медицинской службы Титова Анна Павловна. Вынесла с поля боя 45 раненых солдат и офицеров с их личным оружием. Награждена орденами Красной Звезды и Красного Знамени
- Гвардии старший сержант Лёвушуин Валерий Александрович. 13 марта 1979 года погиб на учениях при отработке действий гранатомётчиков в наступательном бою. Лёвушкин заметил, что одна из гранат упала рядом сним и накрыл боевую гранату своим телом. Ценной собственной жизни он спас жизни сослуживцев. 11 июля 1979 года награждён медалью За отличие в воинской службе 1-й степени.
- Гвардии капитан Ферко Станислав Александрович. Участник операции по восстановлению конституционного порядка на территории Чеченской республике. Награждён орденом Мужества, медалями. Был дважды ранен, контужен. Затем проходил службу в 27-й ОМСБр в должности начальника штаба 4 мотострелкового батальона. Участник контртеррористической операции на Северном Кавказе. 1.12.1999 г. при освобождении населённого пункта Алхан-Юрт, отряд под командованием Ферко попал в засаду. Прикрывая отход основной группы отряда, сдерживал превосходящие силы противника, тем самым спасая жизни своих товарищей. Награждён вторым орденом Мужества (посмертно).
- Гвардии рядовой Филипченко Дмитрий Иванович. Срочную службу проходил в 27-й ОМСБр. Участник контртеррористической операции на территории Северного Кавказа. Погиб в бою 17.01.2000. Награждён орденом Мужества (посмертно).
- Гвардии старший лейтенант Кузнецов Андрей Александрович. Проходил службу в 27-й ОМСБр в должности командира взвода 11 мотострелковой роты 4 батальона. 28.01.2000 г. в ходе штурма площади Минутка в Грозном, ценой собственной жизни вод плотным огнём снайперов вынес с поля боя раннего солдата. Награждён орденом Мужества (посмертно).

Ежегодно 1 декабря проходят памятные мероприятия по погибшим офицерам бригады на территории Северного Кавказа. На территории бригады есть мемориал погибшим военнослужащим на Аллее Славы.
Известные военнослужащие
- Огурцов Алексей Николаевич (род. 11 сентября 1969 г.), актёр. О службе в 27-й бригаде сказал в передаче Назад в будущее. Выпуск от 17.11.2020.
- Баталов, Игорь Адольфович. Герой Российской Федерации (1995). В начале 2000-х проходил службу в 27-й бригаде в должности командира 2 мотострелкового батальона.

## В культуре

### Сериалы и Фильмы
- Киножурнал «Советский воин» № 12 (1981)
- «100 дней до приказа» художественный фильм (1990)
- «Сибирский цирюльник» (1998). Военнослужащие бригады принимали участие в массовых сценах. В титрах также упоминается бригада.
- Час Волкова 3 сезон. 12 серия «Двойники» (2009)
- Выйти замуж за генерала (2011)
- Военный фитнес (2016)
- Адвокат (телесериал) 9 сезон. 6 серия «Полоса препятствий» (2016)
- Гостиница «Россия» (телесериал). 11 серия. В бригаде снимали отрывок, где два пожарных офицера координируют работу пожарных на пожаре в Гостинице Россия (2016)
- След. 1677 серия «Стойкий оловянный солдатик» (2017)
- «Последний мент 2». 20 серия (2017)
- Молодежка 6 сезон. Сосед Бакиных военный и ходит с нашивкой 27 ОМСБр (2018)
- Возмездие (2018)
- Отерация «Мухаббат» сериал (2018)
- Ольга 3 сезон 10 серия (2018)
- «Курорт цвета хакки» сериал (2020)
- Документальный фильм. Назад в СССР. «Служу Советскому Союзу!» (ТВ Центр, 2021 год).

### Телепередачи
- Армейский магазин май 2014, ноябрь 2014, февраль 2015, май 2015
- «Москва. Кремль. Путин». Выпуск от 15.05.2022.
- Новые пацанки (7-й сезон) 6-й выпуск, 2022.

### Клипы
- Michael Jackson in Moscow — 1993
- Флешмоб с Ярославом Сумишевским на песню Олега Газманова «Вперёд, Россия!»
- Баста — Я смотрю на небо. Некоторые военные с нашивками 27-й ОМСБр